# 印江土家族苗族自治县
印江土家族苗族自治县是中华人民共和国贵州省铜仁市下属的一个自治县，位于贵州省东北部、铜仁市西部，地处梵净山西麓，为铜仁市西五县之一，县政府驻峨岭街道。全县面积约1969平方公里，辖17个乡镇（街道办）和374个村（居委会、社区）。2016年底，全县总人口约45.22万，有土家族、苗族等25个民族，少数民族人口占总人口的71.5%。
特产主要有花岗岩、大理石、玉带石、梵净山绿茶，特色美食有木黄米豆腐、绿豆粉、红薯粉（苕粉）等。

## 行政区划
截至2017年，印江土家族苗族自治县下辖3个街道办事处、13个镇、1个乡：
峨岭街道、龙津街道、中兴街道、板溪镇、沙子坡镇、天堂镇、木黄镇、合水镇、朗溪镇、缠溪镇、洋溪镇、新寨镇、杉树镇、紫薇镇、刀坝镇、杨柳镇、罗场乡和新业乡。

## 交通
- 352国道过境。

## 历史
唐武德三年（620年）,在今印江县朗溪镇设立思王县，为印江建县之始。开元四年（716年），设立思邛县，治今印江县城龙津街道甲山村.宋朝为思州地，建隆元年（960年）废思邛县为邛水县。元至元元年（1336年）废邛水县为思邛江长官司，为思州军民安抚司地，此时印江县境内建有思邛江、厥册、朗溪蛮夷等处长官司。明初改思邛江长官司为思印江长官司。永乐十二年（1414年）建思南府，思印江等地属思南府。明弘治七年（1494年）六月二十二日，因思邛江长官司正长官张鹤龄被苗民夺去土司印信，孝宗斥其无能，废除思邛江长官司，改置印江县，张鹤龄因罪被革职，山东举人周文任印江县首任知县。清道光十年（1830年），朗溪蛮夷长官司并入印江县。民国二十四年（1935年），贵州设11个行政督察区，印江属第六行政督察区，专员公署驻思南。民国二十六年（1937年）属第一行政督察区，专员公署驻镇远。从民国二十九年（1940年），印江全县分为5个区，26个联保，208个保，2225个甲，27273户，176862人。民国三十二年（1943年），印江受第六行政督察区管辖，专员公署设在铜仁，直到新中国成立。1949年11月，印江解放。1950年2月成立印江县人民政府。全县设4个区，15个乡，称乡公所。1986年12月13日经国务院批准，撤销印江县，设立印江土家族苗族自治县，以原印江县行政区域为印江土家族苗族自治县行政区域。1987年11月20日印江土家族苗族自治县正式成立。

## 自然地理
印江县的地形处于黔东低山丘陵区和黔东北中山峡谷之间，地势东高西低，最高点为武陵山脉主峰梵净山的老金顶，海拔2494米，最低点位于印江县与思南、德江两县交界处的龙门山，海拔377.7米。县境内的岩溶地貌（喀斯特地貌）比较突出，岩溶面积占土地面积的47%。全县流域面积达100平方公里以上的河流有8条，总长为233千米，年径流总量达12.5亿立方米，最大河流为印江河，穿县城而过。印江县属中亚热带温暖湿润季风气候，夏无酷暑，冬无严寒，秋冬时节气候比较干燥，年平均气温16.8°C，最热的七月份平均气温27.3°C，最冷的一月份平均气温5.5°C。